# Essen Light Festival
Das Essen Light Festival ist ein jährlich stattfindendes, zeitgenössisches Lichtkunstfest in der Essener Innenstadt.

## Geschichte und Charakter
Das Festival findet immer vor Beginn der traditionellen Essener Lichtwochen Ende September/Anfang Oktober an zehn aufeinanderfolgenden Abenden statt. 2016 startete es mit sechs Spielorten, 2017 waren es elf und 2018 waren es 18 Spielorte.
2019 bot das Essen Light Festival 21 Lichtinstallationen, Videomappings und Lichtshows auf einem gut zwei Kilometer langen, beschilderten Rundgang durch die Innenstadt. Veranstalter ist die EMG – Essen Marketing GmbH, deren Geschäftsführer Richard Röhrhoff das Festival im Jahr 2016 privat initiierte und produzierte, bis er 2018 fest zur EMG wechselte. Das Essen Light Festival ist Mitglied in der International Lightfestival Organisation (ILO), in der weltweite Lichterfeste zusammengeschlossen sind. Dort ist es das einzige große deutsche Festival. Das Lichterfest wurde 2019 von rund 370.000 Menschen besucht und damit zum zweit-meistbesuchten Lichtkunstfestival des Jahres nach dem Festival of Lights in Berlin. Der Zombie Walk von 2019 in Essen an Halloween sollte ursprünglich wegen einer Überschneidung mit dem Lichterfest verboten werden. Er wird seitdem als Demonstration für mehr Bügermitbestimmung außerhalb des Lichtkunstbereiches in der Innenstadt durchgeführt.
2020 fand das Light Festival auch in der Zeit der COVID-19-Pandemie mit zwölf Spielorten statt. Dabei galt es Probleme mit Transporten und Anreisen von Künstlern zu bewältigen sowie die Besucherströme auf größere Plätze zu lenken. Eine Besucherzählung fand nicht statt.
2021 gab es 18 Spielorte auf einer 2,3 Kilometer langen Route zu besichtigen. Einmalig war dabei die Erweiterung ins Südviertel, die Grüne Mitte blieb allerdings erstmals unbespielt.
2022 fand das Festival aufgrund der Energiekrise, hervorgerufen durch den russischen Überfall auf die Ukraine, in reduzierter Form mit 14 Spielorten statt.
2023 hatte das Light Festival, das nun nach Berlin das meistbesuchte Lichtkunstfest Deutschlands ist, auf einer Route von rund 1,8 Kilometern 17 Stationen zwischen Essen Hauptbahnhof und Pferdemarkt. Zur Eröffnung gab es eine Open-Air-Disco auf dem Kennedyplatz.
2024 gab es 16 Spielorte auf knapp zwei Kilometern Länge zwischen dem Willy-Brandt-Platz und dem Weberplatz. Die größte Lichtinstallation war das Big Picture des Berliner Künstlers Daniel Margraf, das auf die Fassaden und den Boden des Kennedyplatzes projiziert wurde. Es handelte sich dabei um neu arrangierte Werke aus dem Museum Folkwang. Insgesamt wurde die Besucherzahl in diesem Jahr auf 400.000 geschätzt.

## Remondis Light Award
Das Essen Light Festival vergibt seit 2019 einen Preis für nachhaltige Lichtkunst. Zusammen mit der Firma Remondis, einem deutschen Unternehmen in der Kreislaufwirtschaft, sind Künstler aufgefordert Lichtkunst zu den Themenbereichen Nachhaltigkeit, Umweltschutz, Re- und Upcycling sowie Wasserwirtschaft einzureichen. 2019 wurden fünf Arbeiten aus vier Nationen ausgezeichnet.